# Infinitesimalzahl
In der Mathematik ist eine Infinitesimalzahl eine unendlich kleine Größe, die größer als null, aber kleiner als jede positive reelle Zahl ist. Solche Größen spielen eine zentrale Rolle in der Differentialrechnung, insbesondere bei der Definition des Differentials {\displaystyle \mathrm {d} x}, das als eine infinitesimal kleine Änderung der Variablen {\displaystyle x} betrachtet werden kann. In der Nichtstandardanalysis werden Infinitesimalzahlen formal als hyperreelle Zahlen eingeführt, während sie in der klassischen Analysis über Grenzwertprozesse interpretiert werden.

## Eigenschaften
Offensichtlich gibt es unter den reellen Zahlen keine Infinitesimale, die dieser Forderung genügen, denn ein solches {\displaystyle x\in \mathbb {R} } müsste die Bedingung
{\displaystyle 0<x<{\tfrac {x}{2}}} erfüllen, da auch {\displaystyle {\tfrac {x}{2}}} eine positive reelle Zahl ist. Um trotzdem solche Infinitesimale definieren zu können, muss entweder die obige Forderung abgeschwächt werden, oder die reellen Zahlen müssen in einen größeren geordneten Körper eingebettet werden, in welchem dann Platz für solche zusätzlichen Elemente ist. Letzteres ist der Weg, auf welchem algebraische Infinitesimale definiert werden (Coste, Roy, Pollack), und auch der Weg der Nichtstandard-Analysis (NSA) (Robinson, Nelson).
Ein Infinitesimal {\displaystyle x\neq 0} hat die Eigenschaft, dass jede beliebige Summe von endlich vielen (in der NSA: standard-endlich vielen) Gliedern des Betrages dieser Zahl kleiner als 1 ist:
{\displaystyle |x|+\dotsb +|x|<1} für jede endliche Anzahl von Summanden.
In diesem Fall ist {\displaystyle |1/x|}  größer als jede beliebige positive reelle (in der NSA: standard-reelle) Zahl. Dies heißt für die algebraischen Infinitesimale, dass die zugehörige Körpererweiterung nicht-archimedisch ist.

## Infinitesimalrechnung
Der erste Mathematiker, der solche Zahlen nutzte, war wohl Archimedes, obwohl er nicht an ihre Existenz glaubte.
Newton und Leibniz nutzen die Infinitesimalzahlen, um ihr Kalkül der Infinitesimalrechnung (Differential- und Integralrechnung) zu entwickeln.
Typischerweise argumentierten sie (eigentlich nur Newton, Leibniz benutzt Monaden, heute in etwa: abgebrochene bzw. formale Potenzreihen) so:
Um die Ableitung {\displaystyle f'(x)} der Funktion {\displaystyle f\colon \mathbb {R} \ni x\mapsto x^{2}\in \mathbb {R} } zu bestimmen, nehmen wir an, {\displaystyle \mathrm {d} x} sei infinitesimal. Dann ist
{\displaystyle f'(x)={\frac {f(x+\mathrm {d} x)-f(x)}{\mathrm {d} x}}={\frac {x^{2}+2x\cdot \mathrm {d} x+\left(\mathrm {d} x\right)^{2}-x^{2}}{\mathrm {d} x}}=2x+\mathrm {d} x=2x,}
weil {\displaystyle \mathrm {d} x} infinitesimal klein ist.
Obwohl dieses Argument intuitiv einleuchtet und richtige Ergebnisse liefert, ist es mathematisch nicht exakt:
Das grundlegende Problem ist, dass {\displaystyle \mathrm {d} x} zunächst als ungleich null betrachtet wird (man teilt durch {\displaystyle \mathrm {d} x}), im letzten Schritt hingegen als gleich null. Die Nutzung von Infinitesimalzahlen wurde von George Berkeley in seinem Werk: The analyst: or a discourse addressed to an infidel mathematician (1734) kritisiert.

## Historische Weiterentwicklung
Die Frage nach den Infinitesimalen war seitdem eng verknüpft mit der Frage nach der Natur der reellen Zahlen. Erst im neunzehnten Jahrhundert verliehen Augustin Louis Cauchy, Karl Weierstraß, Richard Dedekind und andere der reellen Analysis eine mathematisch strenge formale Form. Sie führten Grenzwertbetrachtungen ein, die die Nutzung infinitesimaler Größen überflüssig machten.
Trotzdem wurde die Nutzung der Infinitesimalzahlen weiterhin als nützlich für die Vereinfachung von Darstellungen und Berechnungen betrachtet. So kann, wenn {\displaystyle x\approx 0} die Eigenschaft bezeichnet, infinitesimal zu sein, und entsprechend {\displaystyle N\approx \infty } die Eigenschaft,
infinit zu sein, definiert werden:
- Eine (Standard-)Folge {\displaystyle (a_{n})} ist eine Nullfolge, wenn für alle {\displaystyle N\approx \infty } gilt: {\displaystyle a_{N}\approx 0}.
- Eine (Standard-)Funktion {\displaystyle f} auf einem beschränkten Intervall {\displaystyle I} ist gleichmäßig stetig genau dann, wenn für alle {\displaystyle x,y\in I} gilt, dass aus {\displaystyle x-y\approx 0} folgt: {\displaystyle f(x)-f(y)\approx 0}.

Im 20. Jh. wurden Zahlbereichserweiterungen der reellen Zahlen gefunden, die infinitesimale Zahlen in formal korrekter Form enthalten. Die bekanntesten sind die hyperreellen Zahlen und die surrealen Zahlen.
In der Nichtstandardanalysis von Abraham Robinson (1961), welche die hyperreellen Zahlen als Spezialfall enthält, sind Infinitesimalzahlen legitime Größen. In dieser Analysis kann die oben erwähnte Ableitung von {\displaystyle f\colon \mathbb {R} \ni x\mapsto x^{2}\in \mathbb {R} } durch eine geringfügige Modifikation gerechtfertigt werden: Wir sprechen über den Standardteil des Differentialquotienten und der Standardteil von {\displaystyle 2x+\mathrm {d} x} ist {\displaystyle 2x} sofern {\displaystyle x} eine Standardzahl ist.